# 크라토스

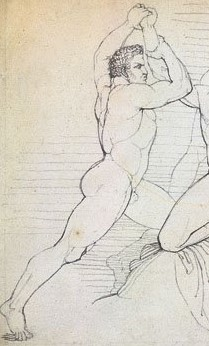

크라토스(고대 그리스어: Κράτος, 라틴어: Cratus 크라투스[*], 영어: Kratos 크레이토스[*])는 그리스 신화의 신으로 강함이나 힘의 의인화다. 스틱스와 티탄 팔라스의 아이로, 니케 (승리), 비아 (폭력), 젤로스 (열의)를 형제로 가진다.